# Біоко-Норте
3°40′48″ пн. ш. 8°46′48″ сх. д. / 3.68000° пн. ш. 8.78000° сх. д.
Біоко-Норте — друга за населеністю провінція Екваторіальної Гвінеї. Столиця провінції — Малабо, що також є столицею держави.

## Географія
Провінція розташована на острові Біоко, у Гвінейській затоці, за 40 км від берегів Камеруну. Межує з провінцією Біоко-Сур.

## Демографія
Населення у 2001 році, нараховувало 231 428 чоловік, за даними Головного Управління Статистики Екваторіальної Гвінеї.

## Міста та райони
Провінція складається з наступних міст і районів:

### Міста
- Малабо
- Баней
- Ребола

### Райони
- Малабо
- Баней

| Екваторіальна Гвінея | Це незавершена стаття з географії Екваторіальної Гвінеї. Ви можете допомогти проєкту, виправивши або дописавши її. |